# 吉田絢乃
吉田 絢乃（よしだ あやの、1990年12月21日 - ）は、日本の元ジュニアアイドル、モデル、女優。東京都出身。北野武映画『座頭市』の子役でデビュー。U-15写真集で知名度を上げ、女優としてテレビ、映画での活動が多くなっている。ユニオンプロダクション所属。

## 出演

### テレビ
- スチュワーデス刑事・6（2002年1月11日、フジテレビ）
- 名探偵コナン 工藤新一への挑戦状 〜さよならまでの序章〜（2006年10月、日本テレビ）
- おとなの眼鏡（月間完結ドラマ）（2007年3月、チバテレビ）楠本数美 役
- 勝利の女神～2nd STAGE～（2007年4月 - 、チバテレビ）レギュラー（途中、麻疹のため欠）
- 獣拳戦隊ゲキレンジャー 第29話（2007年9月16日、テレビ朝日）含韻（少女） 役

### 映画
- 座頭市（2003年、松竹・オフィス北野）幼少のおきぬ 役
- 俺は、君のためにこそ死ににいく（2007年5月、東映）

### その他
- ピュアピュア Pure2 Vol.22（2004年、辰巳出版）モデル
- 無印良品（2004年、良品計画）モデル
- melon（2004年、祥伝社）モデル
- Mommoth No.2（2004年、ニーハイメディア・ジャパン）モデル
- 英会話イーオン（2004年、英会話イーオン）モデル